# Robert William Seton-Watson
Robert William Seton-Watson (London, 1879. augusztus 20. – Skye, 1951. július 25.) skót felmenőkkel rendelkező brit publicista, történész és politikai aktivista. Korábbi írásaiban a Scotus Viator (vándorló skót) álnevet használta. Ifjúkori ideáljai még a magyarok voltak, de aztán egyre jobban a szlovákokhoz kötődött. Történészi tevékenysége vitatott, de mindezek ellenére jelentős történeti kutatásokat folytatott és forrásértékű munkákat publikált a szlovák, a délszláv és a román történelem vonatkozásában.
1905 őszén Bécsbe utazott azért, hogy tanulmányozza a Habsburgokat. Ekkor még „a magyarok nagy barátjának” vallotta magát, de három év múlva 1908 decemberében megjelent könyve, az Etnikai problémák Magyarországon (Racial Problems in Hungary) egyértelművé tette ennek éppen az ellenkezőjét. Íróként gondolatait a saját tulajdonát képező a New Europe (Új Európa) című hetilapban propagálta. Kelet-Közép-Európa etnikai elvű átrendezésének az ő általa elképzelt vízióját éppen 1918–19-ben mutatta be, amikor a központi hatalmak vereségével egyidőben a győztesek nagyon hasonló módon ezt a gyakorlatba is átültették.
A 20. század elején még sokan, jellemzően angolszász és pánszláv körökben az Osztrák–Magyar Monarchia és Délkelet-Európa egyik legelismertebb nemzetközi szakértőjének gondolták. Írói és szervezői tevékenységének, valamint egyes politikai körök által támogatott vélemények következtében a trianoni békeszerződés egyik legjelentősebb előkészítője lehetett, majd később a végrehajtott határrevíziók ellenére is az egyik szívós védelmezője próbált lenni az ott lefektetett elveknek. Magyar részről a történelmi Magyarország sírásójának tartották, javarészt csak a felháborodás és a harag hangján írtak róla, míg ezzel szemben a kisantant országok dicsőítették; díszdoktori címeket adományoztak neki, királyi és elnöki meghívásokban részesítették, valamint tiszteletére emléktáblákat avattak és a szlovákok szobrot is állítottak.

## Élete

### Családi háttere, származása, személyisége és korai nézetei
Robert William Seton-Watson 1879. augusztus 20-án született Londonban William Livingstone Watson és Elizabeth Lindsay Seton egyedüli gyermekeként. Mindkét ágon ő volt az utolsó leszármazott. Édesapja elfoglalt, jómódú üzletember volt, a skót Finlay, Muir & Co. nevű – Kalkuttában és Londonban működő – skót kereskedelmi cég alkalmazásában. A család az itt található Hampstead-ben telepedett le, mivel apját a londoni iroda vezetésével bízták meg. Apja emellett kisebb földbirtokokkal is rendelkezett Skóciában. Anyai nagyapja George Seton volt, aki származástannal foglalkozott és ez nagy hatással volt Robert William gyerekkorára. Édesanyja rokkant volt és emiatt egy távoli női rokonára, Mary Lorimerre bízták, aki szigorú nevelésben részesítette. Talán ennek és gyermekkori magányosságának tudható be, hogy kialakuló félénksége olyan erős volt, hogy az a későbbiekben is befolyásolta viselkedését. Emellett gyermekkorát beárnyékolták nagyapjának időszakosan bekövetkező depressziós rohamai is.
Félénk természete azonban egy szenvedélyes személyiséget takart. Seton-Watson különös elszántsággal küzdött azért, amit igaznak vélt. Nagy hatással volt rá édesapja óvatos ravaszsága és édesanyja idealizmusa. Emellett rendkívül büszke volt skót őseire és rendszeresen kijavította azokat, akik tévedésből említettést tettek „angol származásáról”. Ez azonban nem akadályozta meg abban, hogy egyben brit hazafinak is tekintse magát. 1892-től 1897-ig tanulmányait a Winchester College-ban végezte. Félénksége és korábbi súlyos betegsége miatt csak nehezen illeszkedett be az iskola életbe és gyakran volt boldogtalan. 1897-ben családi megegyezés hatására felvette édesanyja nevét is és ettől fogva Seton-Watsonként volt ismeretes, de a hozzá közel álló személyek egyszerűen csak Setonnak szólították.
1898-ban kiadta a „Scotland for ever!” című, költeményeket tartalmazó kötetét. Ezt követően az oxfordi New College diákjaként – H. A. L. Fisher tanítványaként és az ő bátorítására – történelmi tanulmányokat folytatott. 1901-ben második nekifutásra, elnyerte a Stanhope-díjat, az I. Miksa császárról írt tanulmányával, melyet hamarosan publikáltak is. 1901 nyarán Németországba utazott német nyelvtudása fejlesztése érdekében, ahol súlyosan megbetegedett. Egyetemi diplomáját 1902-ben szerezte meg modern történelemből. 1903-ban édesapja tanácsára jogi tanulmányok folytatása mellett kötelezte el magát, de az ő hamarosan bekövetkező halála után mégis a történelemmel kapcsolatos tevékenysége folytatása mellett döntött. A következő telet a berlini egyetemen töltötte. 1904. február 13-án a Spectatorban megjelentette a „The Russians in Finland” („Az oroszok Finnországban”) című, az orosz politikát bíráló cikkét. Ezt követően egy évet a Sorbonne-on töltött, majd Olaszországban utazgatott, részben azzal a szándékkal, hogy Bologna történelmét tanulmányozza. Pályafutása során többnyire, mint ez alkalommal is, saját maga állta az ezzel kapcsolatos költségeket.
Tanulmányai hatására a klasszikus angol liberalizmus, az emberi szabadságjogok, a demokrácia és a szociális igazságosság híve vált belőle. Ebben az időszakban – kortársai véleményével szemben – nem tartott az egyre erősödő Német Birodalomtól. Nézetei szerint „a jövő természetes szövetségese a három nagy teuton nemzet, Britannia, Amerika és Németország”. Emellett az európai hatalmi egyensúly fenntartása érdekében hitt az Osztrák–Magyar Monarchia szükségességében. 1911. július 25-én házasságot kötött Marion Esther (May) Stack-kel (1883–1963), akinek édesapja (Edward Stack) a bengáli közigazgatásban látott el szolgálatot. Házastársa odaadása jelentős segítséget nyújtott Seton-Watson számára. Házasságukból két fiú (George Hugh Nicholas és Christopher Ivan William) és egy lány (Mary Rosalie) született. Apjuk kívánságára mindegyikük felsőfokú tanulmányokat folytatott, fiai történészi képesítést szereztek és 1981-ben könyvet jelentetettek meg apjuk munkásságáról „The Making of a New Europe: R.W. Seton-Watson and the Last Years of Austria-Hungary” („Az új Európa létrehozása: R.W. Seton-Watson és Ausztria–Magyarország utolsó évei”) címmel. Hugh egyébként a 19. századi orosz, míg Christopher a 19. századi olasz történelemnek volt a kutatója.

### A nemzetiségi kérdésről való véleményének kialakulása

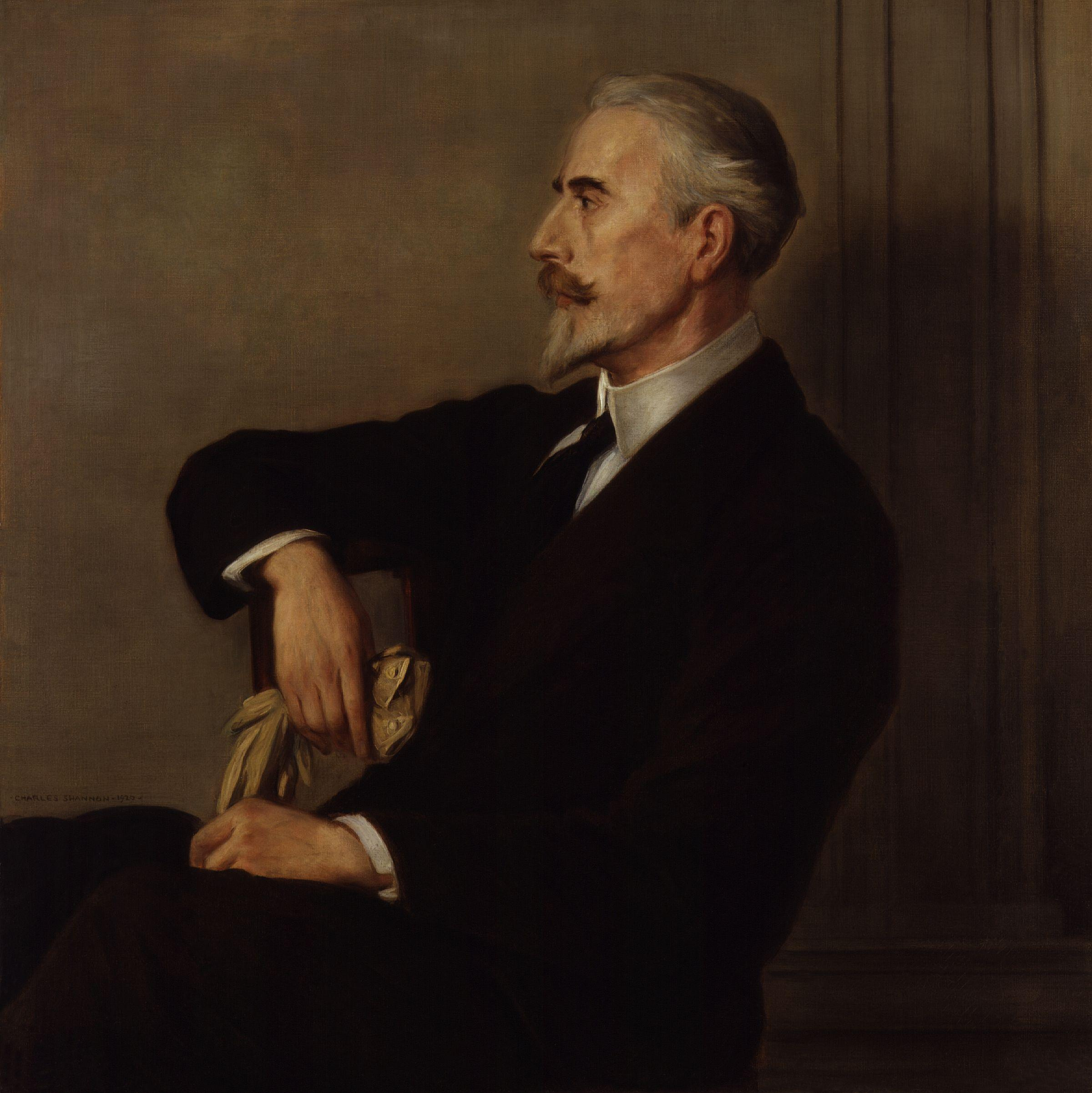
Wickham Steed a Times bécsi tudósítója, Seton-Watson barátja és harcostársa

1905-ben érkezett Bécsbe azzal a céllal, hogy Habsburg Birodalom Mária Terézia királynőt követő történetét feldolgozza. A magyar népet, mint „Kossuth Lajos nemzetét”, akárcsak a brit közvélemény jelentős része kezdetben ő is csodálta. Ebben az időben sokan Magyarországot a Monarchia „tartóoszlopának” tekintették. Dicsérettel illették a gyors gazdasági fejlődéséért, a szabadságszeretetéért és a parlamenti kormányzatáért. Az ekkor a Ferenc József király és a magyar parlament között fennálló, alkotmányt érintő ellentétek (különösen a magyar korona jogát illetően), valamint a király ragaszkodása a német vezényleti nyelvhez a hadsereg magyar egységein belül is, csak növelte szimpátiáját a magyarság iránt.
Ebben az időszakban már alkalmanként a The Spectator számára is küldött tudósításokat „Scotus Viator” álnéven. A magyarság sérelmeiről is írni szándékozott és ennek érdekében 1906 tavaszán Budapestre utazott, hogy három hónapon keresztül a helyzetet tanulmányozza. Azonban hat héten belül, a magyarok ellen lángra lobbanó haragja miatt inkább visszatért Bécsbe. Ennek az volt az oka, hogy magyarországi tartózkodása alatt számos rövidlátó, nacionalista magyar politikussal találkozott és felvette a kapcsolatot a nemzetiségek képviselőivel is, akik a magyar vezetők ellenük irányuló kulturális és politikai diszkriminációjára panaszkodtak. A legnagyobb hatást talán a román Vasile Goldiș tette rá, aki szemléletesen elmagyarázta neki, hogyan hagyták figyelmen kívül az 1868-as nemzetiségi törvény betartását. A nemzetiségi kérdéssel kapcsolatos érdeklődésében jelentős szerepet játszottak még a bécsi szociáldemokraták, akik révén kapcsolatba került szlovákokkal is. A magyarokhoz fűződő kapcsolatát tovább mérgezte Karl Renner osztrák szociáldemokrata vezetővel ápolt kapcsolata, aki híres volt magyarellenességéről. Nagy hatással volt rá továbbá a The Times németellenes bécsi tudósítója, Wickham Steed is, aki 1902-ben a pozitív magyarságkép fenntartásáért sokat tevő William Lavino helyére került. Seton-Watson Steeddel baráti viszonyt alakított ki és 1906 júniusának végén barátságot kötött Anton Štefánek szlovák újságíróval is.
Ekkor még a következőket tanácsolta:
A magyarok felhasználhatják Bécset a nemzetiségek ellen, vagy fordítva, de nem szállhatnak szembe mindkettővel egyidejűleg. Éppen ezért a nemzetiségi és a választójogi kérdés Magyarország jövőjének kulcsa. (Seton-Watson tanácsa 1906 szeptemberében)
Az általa tapasztaltak alapján véleménye megváltozott és a perszonálunió helyett a dualista rendszert támogatta. A magyar parlamentáris demokráciába vetett hite megingott, miután felfedezte, hogy a nem magyar lakosság az alsóházban 40-nél is kevesebb, a felsőházban pedig ennél is csekélyebb számú képviselővel rendelkezett. Az általa tapasztaltak alapján arra a meggyőződésre jutott, a magyarok „hazudtak” neki. Következő magyarországi útját 1907 tavaszára tervezte, amelyet Štefánek segítségével készített elő. Ennek kapcsán 1907-ben megjelentette a „The Future of Austria-Hungary and the Attitude of the Great Powers” („Ausztria–Magyarország jövője és a nagyhatalmak hozzáállása”) című művét. 1907 tavaszán visszatért Magyarországra, elsősorban az itt élő szlovákok tanulmányozása céljából, akikhez ekkor került érzelmi közelségbe, mivel a skótokra emlékeztették őt. Látogatása alatti – magyar vezetőkkel való – találkozásai, valamint az 1907 októberében bekövetkező csernovai tragédia, megerősítették a magyar politikai vezetés iránti ellenérzéseiben.
Ez időben csalódásai ellenére még kitartott Magyarország területi integritásának megőrzése mellett, hiszen ezt írta 1907-ben Esterházy Móricnak: „Természetesen a legkisebb szimpátiát sem érzem azok iránt, akik fel akarják osztani Magyarországot”.
Seton-Watson németül, franciául és olaszul is folyékonyan beszélt, valamint használható szinten megtanult magyarul, szerbül, horvátul, csehül és szlovákul. Ekkortól az angol sajtóban (még mindig Scotus Viatorként) rendszeresen bírálta a magyarországi nemzetiségi politikát, illetve legfőképpen annak gyakorlatát. Ezt követően megindult a kampány a magyar sajtóban is a „névtelen rágalmazók” ellen, akiknek a tevékenységét tévesen az osztrákoknak tulajdonították. Ennek során számos cikket, röpiratot és könyvet jelentettek meg, melyekkel a brit közvéleményt célozták meg. Válaszul Seton-Watson összegyűjtötte a legsúlyosabbnak vélt sérelmeket és számos, a magyar kormányt bíráló művet jelentett meg. Ezek közül kiemelkedett az 1908 elején kiadott „Politische Verfolgungen in Ungarn” („Politikai üldözések Magyarországon”) című (angol, német és francia nyelvű) kiadványa. Ebben Seton-Watson a „felrázásra” és megdöbbentésre fektette a hangsúlyt és ezáltal szándékosan túlzó, torzított képet tárt az olvasó elé. A csernovai tragédia rész a pamflet jelentős részét tette ki és az érzelmeket célozta meg hatásvadász megfogalmazásokkal. Ugyanakkor tény, hogy az eset Seton-Watsontól függetlenül is megbotránkozást keltett külföldön, viszont ő ezt tovább fokozta a politikai háttér és a szlovák nemzetiség helyzetének torzított bemutatásával.
Az első, 1908-ban megjelentett, nagy feltűnést keltő „Racial Problems in Hungary” (Etnikai problémák Magyarországon) című könyve már részletesen bírálta a magyarországi nemzetiségi politikát (kiemelve az iskolaügyi és közigazgatási sérelmeket), a választási rendszert és annak módszereit. Emellett szót emelt a sajtóperek, a szervezkedési és gyülekezési jog hiányosságai ellen is, valamint kritikában részesítette az igazságszolgáltatást is. Ennek ellenére elutasította a Monarchia felbomlásának gondolatát és a problémák megoldását az általános választói jog bevezetésétől, a nemzetiségi jogok betartásától és a nemzetiségeknek adandó kulturális autonómiában látta. A mű egyik legnagyobb hibája azonban, hogy a jogosnak tekinthető kritikák mellett, az objektivitás hiánya jellemezte. Ezt jól mutatta, hogy már az első lapon Andrej Hlinka portréja meredt az olvasóra és a többi 42 kép és illusztráció is kizárólag szlovák tárgyú volt. Másrészt kiemelhető, hogy számos valótlanságot, illetve a román és szlovák barátaitól átvett nem ellenőrzött túlzást is tartalmazott. Ilyen volt az is, ahogy kiemelte a „zsidók szerepét” a nemzetiségek elleni intézkedésekben. Szenvedélyességében már a középkori magyar történelmet is bírálta, valamint nem tett különbséget a magyarosodás és a magyarosítás, illetve a spontán asszimiláció között. Ennek hatására a korábban csodált Kossuth Lajost és Petőfi Sándort a „nemzetiségét eláruló szlovákként” tüntette fel és hasonlóan ellenszenvvel tekintett a Hunfalvy, a Vámbéry, a Vázsonyi és a Toldy családnevet viselőkre.
A magyar sajtó válaszában azonban csak a hibáit és túlzásait emelték ki, arra azonban kevesen gondoltak, hogy a könyvben magát megnevező Seton-Watson célja nem a „leleplezés”, hanem a magyarbarát brit közvélemény megváltoztatása volt. Magyar részről egyedül Jászi Oszkár vette pártfogásába a kritikai észrevételeinek publikálásáért, akinek ezt levélben meg is köszönte. Ebben Seton-Watson egyben kérte azt is, hogy a tévedéseit vagy a túlzásait javítsák ki. A körülmények ismeretében Jászi felkérte, hogy „álljon a magyar közönség elé” a Huszadik Század című folyóiratban, de erre végül nem került sor. A mű hatása olyan jelentős volt, hogy Seton-Watsont ettől kezdve a „magyar kérdés” elismert szaktekintélyének tekintették. Munkássága, különösen a „Racial Problems in Hungary”, később a brit békedelegáció forrása lett (a trianoni békeszerződés megalkotásakor). Ez azért is nagy veszélyt hordozott, mert a magyar statisztikákkal egyenértékűnek tekintették, annak ellenére, hogy a magyar elemzők részletesen és számokkal is alátámasztva bemutatták, hogy a témában nem rendelkezett pontos nemzetiségi adatokkal. Seton-Watson ragaszkodott saját nézeteihez és a Magyar Királyság egyes nemzetiségeit érintő, igazságtalannak gondolt etnikai politikát szerette volna feltárni.
A könyvben a következőket nyilatkozta:
Be akarom bizonyítani, hogy a magyar szabadság csak legenda, legföljebb a magyarokra vonatkozik, de még ők is csak akkor részesülnek belőle, ha nem teszik magukévá a szocializmus vagy a munkásság ügyét. (Seton-Watson véleménye a magyar szabadságról)
A Morning Leader a következőket írta a könyvről:
Nemcsak a legjobb angol könyv Magyarországról, de valószínűleg hosszú ideig alapvető és hiteles forrásmunkául szolgál majd ebben a témakörben. Nélkülözhetetlen az európai politika komoly kutatója számára. (A Morning Leader véleménye a „Faji problémák Magyarországonról”)
Magyar részről a publicisták döntő többsége támadta a könyvet. Az egyik legtalálóbb megjegyzés talán a következő volt:
Scotus Viatort mi sem jellemez jobban, mint az a kenetteljes hittérítő hipokrízis, amely nem vesz tudomást a brit gyarmatpolitika nyomában rothadó hullahegyekről és a humanizmus legdrágább kincsét félti, ha elcsavarnak egy paragrafust. (magyar vélemény a „Faji problémák Magyarországonról”)
Művei a magyarságról csekély ismeretekkel rendelkező brit olvasókhoz is eljutottak. Írásai nagy feltűnést keltettek Nagy-Britanniában, valamint más külföldi országokban és ellentmondásos fogadtatásban részesültek. Összességében azonban kijelenthető, hogy a brit sajtó nagyobb része meggyőzőnek találta írását, és ezzel átformálta a közvéleményben a Magyarországról kialakult kedvező képet: a britek a 20. század első évtizedének végén már korrupt és nemzetiségeit kíméletlenül elnyomó népnek látta a magyart. Ezt Magyarországon is érezték és a két fél között az ellentét csak tovább nőtt. Seton-Watson, ha bírálatot kapott, akkor a véleményét kitartó makacssággal védelmezte. Az első világháború kitöréséig Seton-Watson érzelmei még nem vettek radikális fordulatot az Osztrák–Magyar Monarchia integritását illetően. A Német Birodalomtól való félelmei miatt arra a következtetésre jutott, hogy szükség van egy erős, a nyugati hatalmakkal együttműködő, egységes közép-európai országra. Ennek következtében a magyarokkal szembeni ellenérzése részben annak tudható be, hogy elképzeléseit a magyar politikai vezetők által támogatott önállósodási törekvések veszélyeztették.
Meggyőződésében és ellenérzéseiben megerősítette 1909-es boszniai válság során a hírhedt 1909-es zágrábi hazaárulási per is. Ebben az osztrák hatóságok 33 főt ítéltek börtönbüntetésre hamis bizonyítékok alapján. Ezt decemberben az ugyancsak nagy vihart kavaró Friedjung-per követte, amely során bebizonyosodott, hogy Heinrich Friedjung osztrák történész hibázott, mivel nem járt el körültekintően a korábbi per bizonyítékainak vizsgálata során. Seton-Watson a történteket „egyenesen gonoszságnak” tartotta. Ebben az időszakban szoros kapcsolatot épített ki a délszláv egységet támogató horvátokkal is. Az 1911-ben kiadott délszláv helyzetet elemző művéhez a következő ajánlást írta: „annak az osztrák államférfinak, aki a szükséges tehetséggel és bátorsággal rendelkezik”. A délkelet-európai nemzetiségi feszültségek magukra vonták a nagyhatalmak érdeklődését is, mivel Bosznia-Hercegovina 1908-as annexiója, valamint az első és második Balkán-háború egy esetleges, általános európai konfliktus lehetőségére hívták fel a figyelmet. Az ugyancsak 1911-ben kiadott „Korrupció és reform Magyarországonban” a választási visszaélések bemutatása mellett ismét a szerző elfogultságát mutatja az, hogy ezekben is csak a nemzetiségellenességet látta. Jászi az elismerő szavak mellett felhívta a figyelmét ezen tévedésére. Skót származásából és puritán beállítottságából is adódóan Seton-Watson progresszív-liberálisként a monarchia föderalizálásáért (trialista szövetségi rendszerré történő átalakításáért) és a közélet demokratizálásáért szállt síkra. Ebben hathatós segítségre lelt barátjában, Wickham Steedben. Egyre szorosabb kapcsolatot alakított ki a cseh Tomáš Garrigue Masarykkal, aki jelentős szerepet játszott a hatóságok bírálatában a zágrábi perek során. Seton-Watson a világháború előestéjén Európai Szemle néven egy negyedéves folyóiratot szeretett volna kiadni, amely irodalmi, művészeti és zenei tárgyú lett volna. Ebben a magyarokkal, a szlovákokkal, a románokkal, a németekkel, a ruténekkel és a szerbekkel kapcsolatos témák szerepeltek volna. A skót történész valóban jóhiszemű kampányát azonban román és szláv soviniszták a magyar nép lejáratására használták fel, amit Jászi Oszkár jelzett is a barátja felé. Az 1914 novemberére tervezett lap végül nem jelent meg.
A korszakban megjelent jelentősebb művei a következők voltak:
- Racial Problems in Hungary (1908) (Etnikai problémák Magyarországon)
- Political Persecution in Hungary (1908) (Politikai üldözés Magyarországon)
- Corruption and Reform in Hungary (1911) (Korrupció és reform Magyarországon)
- The Southern Slav Question and the Habsburg Monarchy (1911) (A délszláv kérdés a Habsburg Monarchiában)
- Absolutism in Croatia (1912) (Abszolutizmus Horvátországban)
- The Southern Slav Question and the Habsburg Monarchy (1913) (A délszláv kérdés a Habsburg Monarchiában bővített német nyelvű kiadása)

### Első világháború alatti tevékenysége
1914 közepén Seton-Watson elképzelései gyökeres változáson mentek keresztül. A szarajevói merénylet következtében életét vesztette Ferenc Ferdinánd főherceg, az egyetlen olyan személy, aki véleménye szerint még megmenthette volna az Osztrák–Magyar Monarchiát a pusztulástól. 1926-ban könyvet írt abból a célból, hogy megcáfolja a hivatalos szerb vezetés közvetlen felelősségét a merényletet illetően. A háború kitörésekor, amelyet a „végét járó Ausztria–Magyarország agressziójának” tulajdonított, hirtelen brit hazafias kötelességének érezte a Monarchia felbomlásának támogatását. Ennek érdekében azonnal együttműködést kezdeményezett az akkor száműzetésben élő Masarykkal. Az 1943-ban kiadott rövid, „Masaryk in England” (Masaryk Angliában) című műve, túlságosan is szerényen számol be a Masarykkal folytatott korábbi kapcsolatáról. A valóságban hathatós segítséget nyújtott neki egy előadói állás megszerzésében az újonnan létrehozott Szláv Tudományok Iskolájában, ami a Londoni King's College részeként működött és Seton-Watson hathatós támogatásával jött létre. Az első világháború alatt sokrétű tevékenységet folytatott. 1914 és 1921 között ő töltötte be a Szerb Segélyalap tiszteletbeli elnöki tisztségét, számos cikket és tanulmányt jelentetett meg, amelyek közül az egyik legjelentősebb a „The Rise of Nationality in the Balkans” (A nemzetiségek felemelkedése a Balkánon) volt. 1914. október 24–25-én találkozott Masarykkal, aki felvázolta neki a cseheket illető követeléseit. 1915 május 3-ai memorandumában pedig egy nagy, délszláv állam létrehozását is javasolta és a két államot egy, a maradék Magyarországon áthaladó korridorral (folyosóval) kötötte volna össze.
1915-ben Seton-Watson egy bukaresti interjúban a következőket nyilatkozta:
Ami számunkra a porosz militarizmus, az maguknak [románoknak] a magyar hegemónia: ezek az európai fejlődés legfőbb akadályai […] önöknek a szerbekkel együtt véget kell vetniük a magyar faj brutális és mesterséges uralmának a szomszédjai felett.
1916-ban Masarykkal létrehozta és közösen szerkesztette a New Europe (Új Európa) című hetilapot, amelyet Seton-Watson finanszírozott. A lap egyre jelentősebb véleményformáló orgánum lett, habár folyamatosan veszteséget termelt mégis egészen 1920-ig megjelenhetett. Kezdetben a nagyhatalmak nem tervezték az Osztrák–Magyar Monarchia felosztását. Ebben az időszakban ezeket a nézeteket brit részről leginkább Seton-Watson és Steed, valamint a franciákat illetően Louis Léger és Ernest Denis képviselte. Seton-Watson 1916-ban már térképet is készített az elképzeléseiről, amely nagyjából a trianoni határokat körvonalazta, bár annál kevésbé volt kedvezőtlen. Politikai tevékenységével azonban kivívta egyesek ellenszenvét és elhallgattatása céljából ő is megkapta a katonai behívóját. Mivel fizikálisan alkalmatlan volt az aktív katonai szolgálatra, ezért 1917-ben az egészségügyi szolgálat tagja lett a Royal Army Medical Corps beosztottjaként és fő feladata a kórházi padlók tisztítása lett. Csak a Háborús Tanács második közbenjárása után szerelték le a hadseregből. Innentől kezdve a hírszerző szolgálatnak kezdett dolgozni, majd 1918 elejétől a Crewe House nevű háborús propaganda-ügynökség osztrák–magyar részlegének lett a tagja. Ebbéli tisztségében 1918 áprilisában – az olasz misszióban – részt vett a római kongresszus sikeres megszervezésében. Ennek során több monarchiabeli nemzetiség emigráns vezetője kimondta az elszakadást az Osztrák–Magyar Monarchiától.

### Szerepe a békeszerződések meghozatala során
1918 őszén brit részről még mindig több elképzelés létezett a Monarchia jövőjét illetően. Októberben az anyai ágon magyar származású Leopold Amery álláspontja szerint Magyarországról csak Horvátország vált volna le. Ezzel szemben állt Seton-Watson 1918. decemberi elképzelése, amely (csakúgy mint a világháború folyamán) a „nemzetállamok” létrejöttét támogatta és ahol ettől eltért ott mindig Magyarország kárára tette. Bár Seton-Watson maga a Párizs környéki békeszerződések során magánszemélyként volt jelen, de amikor az új határokat tárgyalták, a Monarchia utódállamai esetében tanácsaira igényt tartottak. Így jelentős szerepet játszhatott a trianoni magyar határok kialakításában. Különösen jelentős hatást gyakorolt a határkijelölő bizottságokban részt vevő honfitársaira, Alan Leeperre és Harold Nicolsonra, akik hozzá hasonlóan rendkívül magyarellenes beállítottságúak voltak. A magyarokat barbár, pusztító, turáni törzsnek tekintő Nicolson később elismerte, hogy Seton-Watson nélkül „egy lépést sem tettek”. Seton-Watson párizsi tevékenységét jelentősen segítette barátja Wickham Steed is. Az ajánlások kidolgozása során az amerikaiak az etnikai elvet követték volna, de a britek végül az „országcsinálás lázában égve” az utódállamok stratégiai és gazdasági érdekeit helyezték előtérbe. A brit álláspontra nagy hatással volt Seton-Watson 1908-as Etnikai problémák Magyarországon című műve is, amelyet a brit delegáció alapműként használt.
Romsics Ignác magyar történész így nyilatkozott Seton-Watson és Steed tevékenységéről:
 Seton-Watson nem tartozott a brit békedelegáció tagjai közé, ám Steeddel együtt Párizsban tartózkodott, s a háttérben továbbra is igen aktív tevékenységet fejtett ki. Nemcsak a brit delegátusokat és szakértőket orientálták, hanem a román, szerb és csehszlovák küldötteket is tanácsokkal látták el. […] ők ketten - írja róluk egy brit diplomáciatörténész - úgy működtek, mint a nemhivatalos, de hatékony leszámítoló bank, amelyen keresztül bonyolódtak a lengyelek, csehek, szlovákok, rutének, románok és délszlávok ügyei.
Seton-Watson konkrét ajánlásai, bár kétségbe vonta a korábbi 1910-es magyar népszámlálás adatait és egyéb elfogultságai ellenére, etnikailag korrektebb határokat irányoztak elő a későbbi békeszerződésben foglaltaknál. Emellett úgynevezett szürke zónákat különített el, amelyek hovatartozásáról alapos és nemzetközileg ellenőrzött helyszíni vizsgálatok alapján döntöttek volna. Befolyását mutatja, hogy a fenti memorandumot a brit állásfoglaláshoz csatolták függelékként, illetve a brit határjavaslatot alapvetően az ő elképzelései alapján készítették el. Seton-Watson így egymaga a munkássága által hatást tudott gyakorolni országok sorsára és nemzetek életére. Ezt továbbá alátámasztja még az is, hogy céljainak elérése céljából több mint 200 befolyásos személyiséggel folytatott kiterjedt levelezést. Az olasz és a délszláv határok esetében erősen sérelmezte, a „párizsi törpék” tevékenységét, mivel nézetei szerint „kiárusították a délszlávok jogait” az adriai térségben. Az újonnan létrejövő utódállamok nagy része, főleg azok a nemzetiségek melyeknek az államiságáért kemény küzdelmet folytatott, pozitívan értékelték a tevékenységét. A prágai (1919), a zágrábi (1920), a pozsonyi (1928), a belgrádi (1928) és a kolozsvári (1930) egyetemek mind díszdoktori címeket adományoztak neki. Emellett még Kolozsvár és Turócszentmárton díszpolgárává is választotta. 1920-ban, amikor megjelent a román képviselőház erkélyén, a román nemzetiségű képviselők állva tapsolták meg.

### A két világháború között
A háborút követően is szoros kapcsolatban állt a cseh Masarykkal és Benešsel. 1922-től Seton-Watson, a csehszlovák állam anyagi támogatásával, fenntartotta Masaryk részére a Londoni King's College újonnan létrehozott, közép-európai történelemprofesszori pozícióját. A „közép-európai politikai erőt képviselő történészt” méltató bevezető előadása felért egy „hitvallással”. Sir Bernard Pares-szel közösen megalapította a „Slavonic Review” (Szláv Szemle) – a későbbiekben „Slavonic and East European Review” (Szláv és Kelet-Európai Szemle) – címen megjelenő folyóiratot. Emellett, az egyetem „központi tevékenységeként”, segítséget nyújtott a „School of Slavonic Studies” (Szláv Tanulmányok Iskolája) – a későbbiekben „Slavonic and East European Studies” (Szláv és Kelet-Európai Tanulmányok Iskolája) – megalapításában. Ezekben az években ünnepelt hős volt Romániában, Jugoszláviában, Csehszlovákiában. Seton-Watson Stjepan Radić meggyilkolásakor úgy reagált, hogy a horvát kérdést Belgrádban kell megoldani és nem akar a horvát szeparatizmusról hallani. Tovább folytatta a kelet-európai történelem feldolgozását is és ezen művei közül a jelentősebbek a „The New Slovakia” („Az új Szlovákia” 1924), a „Slovakia then and now” („Szlovákia akkor és most” 1931) és egy Szarajevóval kapcsolatos tanulmánya. 1931-ben előadást tartott a Brit Akadémián „Bosznia szerepe a nemzetközi politikában” címmel, majd az ezt következő évben beválasztották az akadémia tagjai közé. 1934-ben megjelentette a hiánypótló és sokak által várt „History of the Roumanians” („A románok történelme”) című kötetét, mely a témakörben jelentős műnek tekinthető. Emellett a brit politika Európára, de különösen a délszláv térségre, gyakorolt hatásával is foglalkozott. 1935-ben megjelentette a „Disraeli, Gladstone, and the Eastern Question in the 1870s” („Disraeli, Gladstone és a keleti kérdés az 1870-es években”) című kötetét. Ezt 1937-ben a „Britain in Europe, 1789–1914” („Britannia Európában, 1789–1914”) követte, ami főleg Palmerstonnal és korával foglalkozott.
Seton-Watson komolyan vette a tanári hivatást is, különösen 1931 után, amikor tőzsdei veszteségei miatt szüksége volt az ebből származó fizetésére a megélhetéséhez. Előadóként nem tudta legyőzni félénkségét, ami gyakran jelentkezett közszereplései során, azonban sokoldalúsága és a diákok irányában megnyilvánuló jóindulata, valamint fáradhatatlansága népszerűvé tette diákjai körében. Ennek ellenére pontatlan és rendetlen volt, valamint figyelmét túlságosan megosztotta a teendői között. Diákjainak azt tanácsolták, hogy ne adják át neki dolgozataikat, mivel valószínűleg el fogja veszteni azokat. Amikor azonban tanulmányaikat felolvasták neki, vagy a szláv iskola szemináriumán részt vettek, szerényen viselkedett és meghallgatta a kritikákat is. Otthona az úri műveltség légkörét árasztotta, amihez jelentősen hozzájárult házastársa is. Az 1930-as évek végén figyelmét elsődlegesen ismét a világpolitikai események kötötték le. Az eseményeket helyesen elemezve (megjósolta Csehszlovákia hitleri megszállását) elszántan a közvélemény befolyásolására törekedett. Már 1938 májusában kiadta a „Britain and the Dictators” („Britannia és a diktátorok”) című művét, amelyben a hitleri Németországgal való megbékélésen alapuló brit külpolitikát bírálta és annak veszélyeire is figyelmeztetett. 1938. szeptember 29-én aláírták a müncheni egyezményt, ami Csehszlovákia felosztásáról intézkedett.
Hasonlóan szókimondó és élesen látó volt a kisebb terjedelmű, 1939 márciusában kiadott „Munich and the Dictators” („München és a diktátorok”) című kötete. Ennek zárszavában azt jövendölte, hogy „még semmi sincs befejezve” („Nondum est finis”). A második világháború kitörésekor csatlakozott a külügyi kutatói- és sajtószolgálathoz és 1940-ben a külügyminisztérium politikai felderítőhivatalának lett a tagja. Utóbbi beosztásában a londoni emigráns csehszlovák kormány összekötőjeként szoros kapcsolatot tartott fenn Edvard Benešsel. Mivel közvetlen személyes befolyása korlátozott volt, ezért megírta utolsó komolyabbnak tekinthető művét „A History of the Czechs and Slovaks” („A csehek és a szlovákok története”) címmel. Ez 1943-ban jelent meg és egyrészt az volt a célja, hogy az eljövendő politikusokat saját véleményén keresztül megismertesse a csehekkel és a szlovákokkal. Másrészt el akarta kerülni azokat a kifogásokat, hogy „a csehekről és szlovákokról semmit sem tudnak”. Kimerítő munkájában, bár stílusát „száraznak” találták, az etnikai elveket hangsúlyozta a történelmi Bohémiára hivatkozva és hosszú időn keresztül meghatározta a tudományos gondolkodást. Ezt a románokról alkotott tanulmányával együtt, különösen az újabb 20. századi eseményeket illetően, még ma is jelentősnek tartják.

### A második világháború után
1945 jelenthette volna pályája csúcsát, de az események alakulása miatt ez nem következett be. A második világháború utáni közép-európai területi újrarendezések időszaka egybeesett (a prágai kormány által anyagilag támogatott) Oxfordi Egyetem csehszlovák tudományok professzorává, valamint a Royal Historical Society (Királyi Történelmi Társaság) elnöki posztjára való kinevezésével. A román és jugoszláv helyzet aggodalommal töltötte el és a Csehszlovákia visszaállítása feletti örömét is hamarosan beárnyékolta a térségben megjelenő szovjet-kommunista befolyás erősödése. Egészségi állapota romlását jelentősen súlyosbította a közeli jó barátja, Masaryk márciusban bekövetkező halála iránt érzett gyász. Ugyancsak csapásként élte meg Beneš 1948 szeptemberében bekövetkező halálát. Bár meg volt győződve saját becsületességéről és arról, hogy tevékenységét a legjobb tudása szerint fejtette ki, a „dolgokban lakozó igazságosságban” való hite olyan mély volt, hogy a bekövetkező események miatti szomorúság megviselte az amúgy is gyenge szervezetét. Ennek ellenére nem panaszkodott és amikor (1949-ben) lemondott oxfordi pozíciójáról a „New College” és a „Brasenose” is megválasztotta tiszteletbeli tagjának. A Skye szigetén található vidéki házába vonult vissza és vidámabb napjain jacht-utazásokat tett, vagy a tengeren horgászott. 1951. július 25-én hunyt el Skye-ban Parkinson-kór következtében. Temetésére a Perthshire-ben található Abernethyben került sor.

## Emlékezete

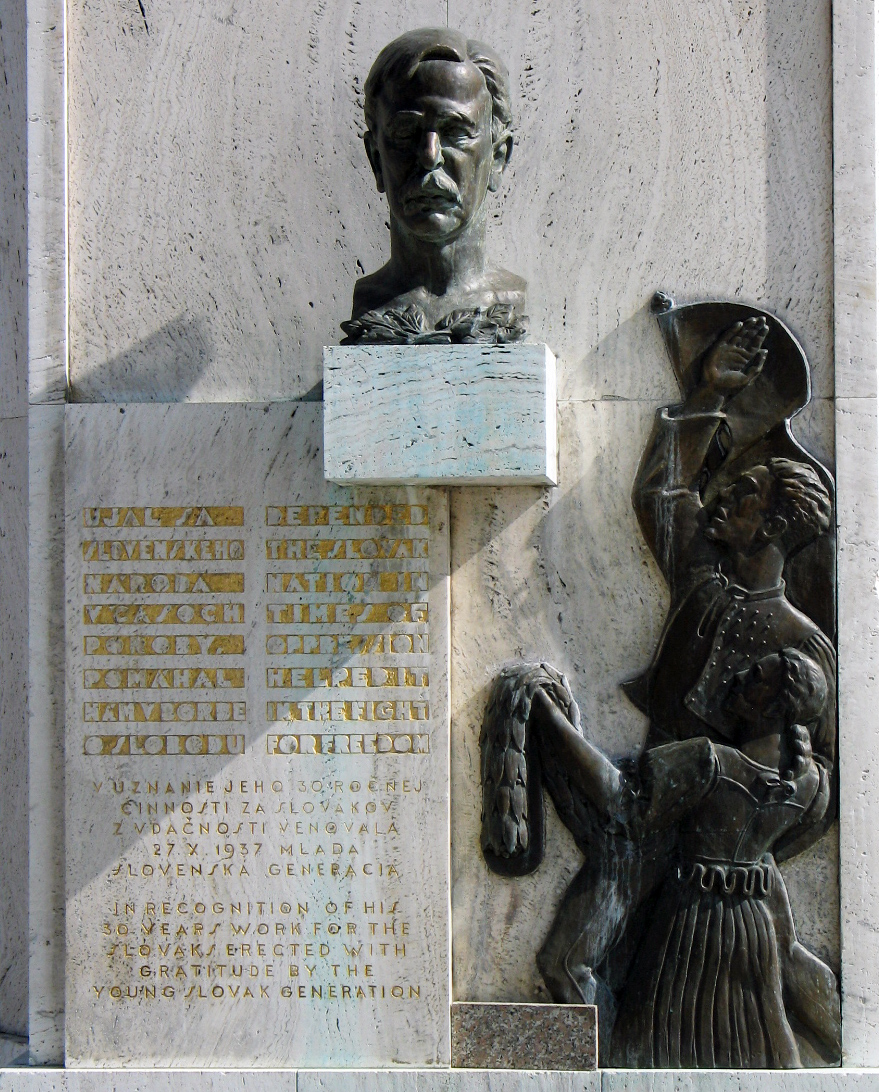
Robert William Seton-Watson rózsahegyi emlékműve, Vojtech Ihriský alkotása

Az Oxfordi Egyetem professzora a prágai (1919), a zágrábi (1920), a pozsonyi (1928), a belgrádi (1928) és a kolozsvári (1930) egyetemeken kapott díszdoktori címeket és két város, Kolozsvár és Turócszentmárton díszpolgárává választotta. A Comenius Egyetem munkásságát elismerve 1928-ban emlékérmet és oklevelet adományozott neki. A szlovákok 1937-ben Rózsahegyen tiszteletük és hálájuk jeleként mellszobrot emeltek neki a városháza előtt. 1946-49 között ő volt a Royal Historical Society (Királyi Történeti Társaság) elnöke. 1938 november elején a Hlinka Gárda eltávolította a szobrot.
2007-ben R.W. Seton-Watsonról Szlovákia 24 szlovák koronás postabélyeget bocsátott ki. 2014-ben a Rotterdamban a száz évvel korábbi Tomáš Garrigue Masaryk és Seton-Watson találkozó helyszínén emléket állítottak annak, hogy tulajdonképpen ott találták ki Csehszlovákiát.

### Vélemények a tevékenységéről
A brit „Oxford Dictionary of National Biography” így nyilatkozik róla:
A halálát követő fél évszázadban Seton-Watson ellentmondásos személy maradt. Az általánosságban revíziós hajlamú, erőteljes hangvételű történetírás amellett érvel hogy a Habsburg–Monarchia, vagy annak bizonyos változata, jobban szolgálta volna a térség népeinek gazdasági jólétét és biztonságát, mint azok az új szerkezetek, amelyekkel Seton-Watson olyannyira azonosult. Voltak gyenge pontjai, ezek egyike egy bizonyos mértékű, hosszantartó, Magyarországgal szembeni bosszúszomj volt, amelyet valószínűleg a vele szembeni, korai kiábrándulása táplált. Ennek ellenére összességében, a britek legfontosabb Kelet-Közép-Európa kommentátorként, igazságos viselkedést tanúsított és élete végéig következetes maradt liberális eszméihez, valamint erős vallásosságához. Előirányzott célkitűzései végsősoron mindig az igazságos nemzetközi világrend szükségességén alapultak, amelyek garantálták volna a törvényes uralmat és a demokráciát a régióban.
Bryan Cartledge brit akadémikus és egykori magyar nagykövet a következőket írta róla:
Seton-Watsonban a tanulmányai során mélységes ellenszenv fejlődött ki a magyarok iránt, és önmagát azoknak a népeknek a szószólójává tette meg, amelyek - véleménye szerint - a magyarok diszkriminációja és elnyomása áldozatai voltak. […] Seton-Watson 1916-ban megalapította a „Az Új Európa” című újságot, amelynek szerzői a lap oldalain azért érveltek, hogy az Osztrák–Magyar Monarchia helyébe a független nemzetek csoportja lépjen. Abban az időben a brit és francia Kelet-Közép-Európa- és Balkán-szakértők igen gyenge lábakon álltak, ennek következtében az a kis csoport tisztségviselő, újságíró és tudós, akik ismeretekkel és közvetlen tapasztalatokkal rendelkeztek ezeken a területeken, olyan fokú befolyásra tettek szert, amely nem volt arányban a csoport nagyságával. E csoport tagjai miniszterelnököktől kezdve a legmagasabb szintekre is eljuthattak a politika alakítói körében. Mivel Seton-Watson kivételes erővel ragaszkodott a nézeteihez, és szenvedélyesen elkötelezte magát a független csehszlovák és jugoszláv állam mellett, ez nagy csapást jelentett Magyarország számára. Nézeteinek időnkénti féktelensége és heves magyargyűlőlete nem csökkentette Seton-Watson befolyását a szövetségesek háború utáni Európára vonatkozó terveire, amint az kiderül a brit külügyminisztérium 1916-os memorandumából.
Jeszenszky Géza magyar történész és az egykori Antall-kormány külügyminisztere így nyilatkozott:
Magyarországon és a környező országokban mégis Scotus Viatorként vált ismertté, előbb mint a térség nemzetiségi problémáinak első számú brit ismerője, később, a világháború alatt és után mint a Monarchia felbomlásának egyik előidézője és a tágas határokat kapott új államok lelkes bábája, majd gyámolítója. Utólag tekintélyessé váló neve még hitelesebbé tette a későbbi évtizedekben 1918 előtti publicisztikai működésének termékeit. […] Korai írásai máig ható érvénnyel formálták meglehetősen negatívvá a nyugat-európai közvélemény Magyarország-képét és a nyugati közvélemény előtt az újabbkori Magyarország történelmének alapvető forrásává váltak. […] Seton-Watsont, az idealista igazságkeresőt az 1914 előtti magyar politika tette „magyarellenessé”. Az események menete azután úgy hozta, hogy ez a pártos szakértő egy rövid, kritikus periódusban valóban beleszólhatott a történelembe és nagyban befolyásolta az egész történelmi táj sorsát.
John Lukacs Széchenyi-díjas amerikai történész vele kapcsolatban Alexis de Tocqueville híres mondását idézte.
Nagy hullám hátán akár egy törpe is magasra emelkedhet

## Könyvei
- Racial Problems in Hungary (1908)
- Corruption and Reform in Hungary (1911)
- The Southern Slav Question and the Habsburg Monarchy (1911)
- The Southern Slav Question and the Habsburg Monarchy (1913)
- The Rise of Nationality in the Balkans (1917)
- Europe in the Melting-Pot (1919)
- The New Slovakia (1924)
- Sarajevo : A Study in the Origin of the Great War (1926)
- The Roll of Bosnia in international Politics 1875–1919 (1932)
- A History of the Roumanians (1934)
- Disraeli, Gladstone and the Eastern Question (1935)
- Britain in Europe (1789–1914): A Survey of Foreign Policy (1937)
- Britain and the Dictators: A Survey Of Post-War British Policy (1938)
- From Munich to Danzig (1939)
- Masaryk In England (1943) Archiválva 2016. március 5-i dátummal a Wayback Machine-ben
- A History of the Czechs And Slovaks (1943)